# Preset
Ein Preset ist eine elektronisch, magneto-elektrisch oder mechanisch gespeicherte Voreinstellung von Parametern, die bezüglich des jeweiligen Systems eine standardisierte Anwendung ermöglicht. Diese unterliegt eventuell einer anwenderbedingten Gegebenheit und vor allem einem „Zeitgeschmack“. Mitunter lassen sie sich individuell verändern, können aber jederzeit wieder in den Ursprungszustand zurückgesetzt (englisch: Reset) werden.
Das Wort setzt sich zusammen aus pre(„vor-“) und set (englisch für „Zusammenstellung“).

## Technische Anwendung
Erste praktische Anwendung fanden Presets in der Lochkartensteuerung eines mechanischen Webstuhles. Das einfach zu erstellende und somit leicht kopierbare Speichermedium der Lochkarte, eine einfache Pappscheibe, ließ eine mengenmäßig breite Verwendung zu.

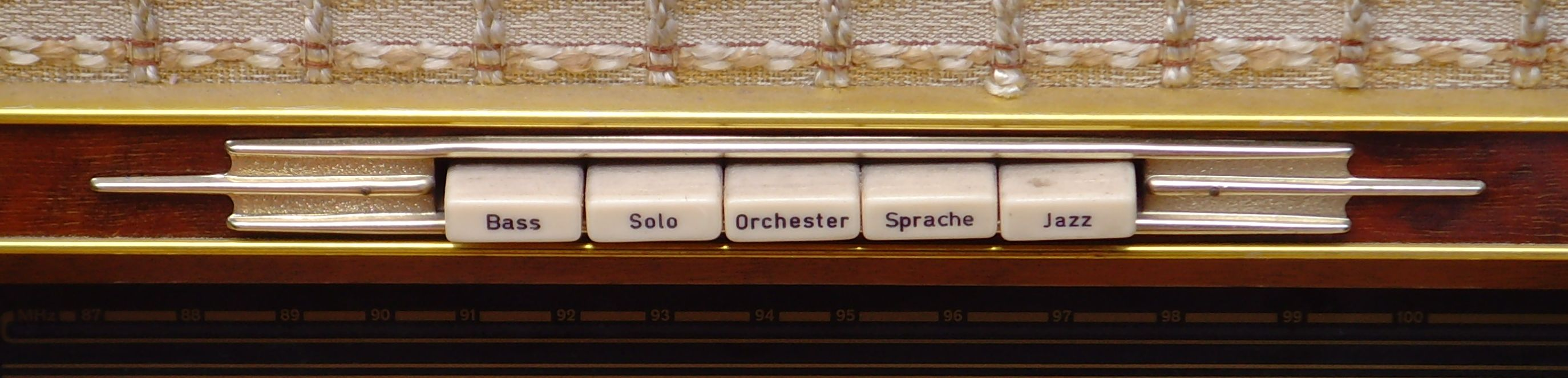
Preset-Schalter an einem Rundfunkempfänger von etwa 1960

Im Audiobereich begann man etwa 1950 bei Rundfunkempfängern mit dem Einbau von per Schalter individuell anwählbaren Filtern. „Klassik, Jazz, Sprache, Diskant, Orchester, Solo, Bass“ sind unveränderbare Formantfilter, die die Klangfarbe des gesamten Hörereignisses beeinflussen.
Bei aktuellen Flachbildfernsehern gibt es in der Regel ähnliche Presets für die Tonbeeinflussung, aber auch für die Farbcharakteristik (beispielsweise Einstellungen „Film“, „Sport“ oder „Game“).
Elektronische Musikinstrumente verwenden Presets, um herstellerseitig einen „vorgefertigten“ Klang (englisch: Sound) „auf Knopfdruck“ bereithalten zu können. Dabei werden die einzelnen Baugruppen eines Synthesizers so eingestellt, dass der gewünschte Klang zu hören ist. So hat eine Konzertorgel andere Presets als beispielsweise eine Digitale Sakralorgel, obwohl technologisch kein Unterschied zwischen beiden besteht. Oft nicht veränderbar sind die Presets eines Keyboards, das Hinzufügen von Effekten wie Hall (englisch: Reverb) hat keinen Einfluss auf ein Preset. Das eigentliche Effektgerät an sich jedoch kann auch selbst diverse Presets bereithalten: Beispielsweise einstellbar von Hall bis Echo. Das traditionelle Registersystem mit den Mixturregistern der Pfeifenorgel bezeichnet man gemeinhin nicht mit Preset, hingegen jedoch ein Sample bei einem Mellotron.
Eine Begleitautomatik beinhaltet variable Presets: Beispielsweise wird das Grundmuster des Rhythmus beibehalten, die Begleitharmonie ist zeitnah beeinflussbar, durch einen festgelegten Algorithmus werden die Darbietungen der Begleitinstrumente dem jeweiligen Musikstil (beispielsweise Jazz-Combo oder Rockband) angepasst.
Manche Geräte zur Lichtsteuerung verwenden auf geeigneten Datenspeichern abgelegte Informationen.